# Noé Murayama
Noé Murayama Tudón (Ciudad del Maíz, San Luis Potosí 4 de junio de 1930 - Ciudad de México, 22 de agosto de 1997) fue un actor mexicano de cine y televisión de ascendencia japonesa. Apareció en más de 150 películas, lo que hizo de él uno de los actores más prolíficos de México.

## Biografía y carrera
Nació en Ciudad del Maíz, ubicada en San Luis de Potosí, hijo de Masaki Murayama, un médico japonés, y de la mexicana María Teresa Tudón. Tuvo siete hermanos, un hombre y seis mujeres, siendo Noé el tercero. Inicialmente entró a estudiar odontología para complacer a su padre, terminó la carrera, se tituló como odontólogo y al terminar se inscribió en el Instituto de Teatro de Andrés Soler, teniendo como profesores a actores de la talla de Fernando Wagner, Ignacio Retes y Enrique Ruelas. Su debut profesional lo hizo en televisión en 1952 con el teleteatro Ángeles de la calle, luego participó en otros dos más: El bosque petrificado y Arriba el telón y en 1955 con la puesta en escena El modisto de señoras, de Jacques Deval.
Su primera intervención en el cine fue en 1957 en la cinta Muertos de risa donde actuó junto a Adalberto Martínez "Resortes" y María Victoria. Su carrera en total abarcó más de 150 películas, muchas de ellas considerados clásicos como Nazarín, La sombra del caudillo, Cada quien su vida, Tlayucán, Mi niño Tizoc, El tigre de Santa Julia, La loba, A paso de cojo y El hombre de papel, entre muchas otras. Trabajó con directores de tanto prestigio como Luis Buñuel, Julio Bracho y Luis Alcoriza, entre otros. Murayama fue muy reconocido por hacer interpretaciones de villano en la gran mayoría de sus películas.
En televisión destacó en telenovelas como Aquí está Pancho Villa, La cruz de Marisa Cruces, La Constitución, El carruaje, La tierra, Caminemos, Yesenia y Las grandes aguas, entre muchas otras.
En 1988 participó en El pecado de Oyuki, telenovela de temática japonesa protagonizada por Ana Martín, en la cual brilló interpretando a un piloto japonés de gran integridad humana que sufre al perder a su esposa e hijos. Gracias a su rasgos orientales realizó un personaje tremendamente creíble, siendo uno de los pocos actores profesional de la telenovela al cual no tuvieron que caracterizar para parecer oriental.
En 1990 participó en la telenovela En carne propia realizando un lucidor papel como el detective que investiga los crímenes que supuestamente cometió el antagonista de la historia, interpretado por Gonzalo Vega, y que a mitad de la historia muere asesinado por este.
En 1997 participó en una de sus últimas cintas, Reclusorio, y en la telenovela Esmeralda, donde interpretó al sepulturero amigo de la protagonista interpretada por Leticia Calderón. Este sería su último trabajo como actor, que quedó inconcluso.

## Muerte
Estando en grabación presenta deterioro de su estado de salud e ingresó al Hospital Santa Elena de la Ciudad de México por graves problemas del hígado que terminaron causando su fallecimiento, el 22 de agosto de 1997

## Reconocimientos
Entre los reconocimientos a su trabajo están el Premio Golden Gate del Festival de Cine de San Francisco como mejor actor de reparto por la película Tlayucan. A fines de los años 80 fue nombrado "hijo predilecto" de San Luis de Potosí.

## Filmografía

### Películas
- Reclusorio (1997) .... (segmento "El policía encajuelado")
- Pacas de a kilo (1997)
- Rodeo de medianoche (1997)
- 38. expansiva (1996)
- 45. expansiva (1996)
- Candidato a morir (1996)
- La carreta de la muerte (1996)
- Llamadas obscenas (1996)
- Perros de barrio (1996) .... Don Anselmo
- Sentenciado por la mafia (1996)
- Rojo total (1995)
- La sangre de los inocentes (1995) .... Yoali Ehecatl
- Correteado por la muerte (1993) .... Comandante
- Asesinos de la frontera (1992)
- Muerte en los cañaverales (1992)
- Obsesión venganza (1992)
- Codicia mortal (1991)
- Crimen en el puerto (1991)
- La verdad de la lucha (1990)
- María Metralla (1990)
- Muertes violentas (1990)
- Operación jaguar (1990)
- Víctimas de un asesino (1990)
- Casta de braceros (1989)
- La colina de la muerte (1989)
- El fiscal de hierro 2: La venganza de Ramona (1989)
- La narcotraficante (1989)
- Pumpkinhead (1988)
- El solitario indomable (1988) .... Brito
- Contrabando salvaje (1988)
- De grueso calibre (1988)
- Una mujer violenta (1988)
- El violador infernal (1988)
- La Coyota (1987)
- El vagón de la muerte (1987)
- Robachicos (1986)
- La venganza del rojo (1986)
- La venganza de la Coyota (1986)
- ¡Yerba sangrienta! (1986) .... "El Diablo"
- Los matones del Norte (1985)
- La fuga del Rojo (1985) .... Teniente Morán
- Dos pistoleros violentos (1985)
- Escape sangriento (1985) .... Lauro Salazar
- Los peseros (1984)
- Noche de carnaval (1984)
- Asalto en Tijuana (1984)
- Braceras y mojados (1984)
- El traficante II (1984)
- Tras el horizonte (1984)
- El coyote emplumado (1983)
- Estoy sentenciado a muerte (1983)
- Burdel (1982)
- Aquel famoso Remington (1982)
- La Coralillo (1981)
- El infierno de todos tan temido (1981)
- Las braceras (1981)
- Treinta segundos para morir (1981)
- La pachanga (1981) .... Rey
- Blanca Nieves y... sus 7 amantes (1980)
- A paso de cojo (1980)
- La noche del Ku-Klux-Klan (1980)
- La seducción (1980) .... Rómulo
- Puerto maldito (1979)
- El látigo contra Satanás (1979)
- Alguien tiene que morir (1979)
- Penthouse de la muerte (1979)
- 357 magnum (1979)
- The Border (1979) .... Mosca
- La Pistolera (1979)
- El complot mongol (1978)
- Contrabando y traición (1977)
- Mil caminos tiene la muerte (1977) .... Teniente Nava
- El hijo de Alma Grande (1976)
- Víbora caliente (1976) .... Miranda
- La mafia amarilla (1975) .... Tse Ling
- Deportados (1975)
- Los galleros de Jalisco (1973)
- El tigre de Santa Julia (1973) .... Heraclio Rodríguez
- Los valientes de Guerrero (1973)
- Mi niño Tizoc (1972)
- Con licencia para matar (1968) .... Dr. Klux
- Blue Demon contra los cerebros infernales (1968)
- Dr. Satán y la magia negra (1968)
- Los cañones de San Sebastián (1968) .... Capitán López
- México de noche (1968)
- Los caifanes (1967) .... Galante del Géminis
- Operación 67 (1967) .... Sadomi Suki
- SOS Conspiración Bikini (1967)
- Anónima de asesinos (1967) .... Sr. Wong
- Un tipo difícil de matar (1967)
- Jinetes de la llanura (1966)
- El comandante Furia (1966)
- El tesoro de Moctezuma (1966) .... Suki
- Audaz y bravero (1965)
- El tigre de Guanajuato (1965)
- El zurdo (1965) .... Modesto
- Nido de águilas (1965) .... Ambrosio
- El rifle implacable (1965) .... El Puma
- La loba (1965) .... Cazador de lobos
- El robo al tren correo (1964)
- Cinco asesinos esperan (1964)
- Las invencibles (1964)
- Los hermanos Barragán (1964)
- El revólver sangriento (1964)
- Las dos galleras (1964)
- Buenos días, Acapulco (1964)
- Juan guerrero (1963)
- División narcóticos (1963)
- Paloma herida (1963)
- El hombre de papel (1963) .... Líder
- Tormenta en el ring (1963)
- Rutilo el forastero (1963)
- El señor... Tormenta (1963) .... Ciro, lugarteniente de Zavala
- Tiburoneros (1962) .... Román
- Los forajidos (1962)
- La venganza del resucitado (1962)
- Cazadores de asesinos (1962)
- Tlayucan (1961) .... Matías
- Juan sin miedo (1961)
- Los hermanos Del Hierro (1961) .... Capitán
- ¡Qué padre tan padre! (1961)
- Juana Gallo (1961)
- ¡Yo sabía demasiado! (1960)
- Una canción para recordar (1960)
- Bala de Plata en el pueblo maldito (1960)
- El misterio de la cobra (1960) .... Makoto
- Cada quién su vida (1960) .... "El Ojitos"
- La sombra del caudillo (1960) .... Mayor Segura (Asesino de Aguirre)
- Nazarín (1958) .... Pinto
- El Zarco (1959)
- Ladrones de niños (1958)
- El gallo colorado (1957)
- Muertos de risa (1957)

### Telenovelas
- Esmeralda (1997) .... Fermín †
- En carne propia (1990-1991) .... Comandante Eusebio Obregón
- Las grandes aguas (1989) .... Don Lupe
- El pecado de Oyuki (1988) .... Kyozo
- Yesenia (1987) .... El Patriarca Rashay
- Sí, mi amor (1984-1985) .... Sr. Tovar
- Caminemos (1980-1981) .... Andrés
- Los bandidos de Río Frío (1976) .... Ayudante del secretario
- La tierra (1974-1975) .... Fernando
- El carruaje (1972) .... General José María Arteaga
- Cristo negro (1971)
- La cruz de Marisa Cruces (1970-1971) .... Guillermo Chávez
- La sonrisa del diablo (1970) .... Toño
- La Constitución (1970) .... Capataz Adolfo
- No creo en los hombres (1969)
- El usurpador (1967)
- El crisol (1964)
- Cita con la muerte (1963)
- El caminante (1962)
- Aquí está Pancho Villa (1960)

### Series de TV
- Winnetou le mescalero (1980) .... Jefe Paiute
- El periquillo sarmiento (1980) corporación mexicana de radio y tv-canal 13
- Arriba el telón
- El bosque petrificado
- Ángeles de la calle (1952)